# تیاگو پریرا (بازیکن فوتبال)
تیاگو پریرا (انگلیسی: Tiago Pereira؛ زادهٔ ۴ ژوئیهٔ ۱۹۷۵) بازیکن فوتبال اهل پرتغال است.
از باشگاه‌هایی که در آن بازی کرده‌است می‌توان به باشگاه ورزشی تنریف، باشگاه فوتبال بوآویشتا، باشگاه فوتبال لیریا، باشگاه ورزشی ماریتیمو، باشگاه فوتبال بنفیکا، باشگاه فوتبال رایو وایکانو، باشگاه فوتبال پورتو، و باشگاه فوتبال فامالیکاو اشاره کرد.
وی همچنین در تیم ملی فوتبال زیر ۲۱ سال پرتغال بازی کرده‌است.